# Pablo Atchugarry
Pablo Atchugarry (Montevideo, 23 de agosto de 1954) es un artista y escultor uruguayo.

## Vida
Fue el segundo de los tres hijos de María Cristina Bonomi y Pedro Atchugarry Rizzo. Su hermano mayor Alejandro Atchugarry, abogado, fue ministro de Economía durante el gobierno de Jorge Batlle y su hermano menor es psiquiatra y escritor. Pablo sintió desde muy joven el deseo de dedicarse al arte y contó con el apoyo de su padre, comenzó con la pintura como medio de expresión para luego incursionar en la escultura con materiales como el cemento, el hierro y la madera.
A finales de la década de 1970, después de haber realizado varias exposiciones en Montevideo, Buenos Aires, Porto Alegre y Brasilia, realizó viajes de estudio a España, Francia e Italia. En 1978 realizó su primera exposición individual en la ciudad de Lecco (Lago de Como), Italia. En 1980-1981, continuó viajando y exponiendo su obra pictórica en Estocolmo, Lucerna, Lugano, Múnich, Zúrich, Londres, Malmo, París y Bogotá. En 1982 decidió establecerse en Italia, en Lecco. En 1987 realizó su primera exposición individual de escultura, en la Cripta del Bramantino en Milán. A partir de 1989 comenzó a realizar obras monumentales, que hoy integran espacios públicos y colecciones privadas.

## Obra
Su primera escultura en cemento es de 1971 (Caballo). En 1979 creó su primera escultura en Carrara, “La Lumière”, incursionando con el mármol.
Creó una versión en mármol de la Piedad del Vaticano de Miguel Ángel, una obra ejecutada en un bloque de 12 toneladas de mármol de Carrara estatuario finalizada en 1983.
En 2002 Carrara le concedió el Premio Michelangelo como reconocimiento a su trayectoria artística.

Cada una de mis obras nace de un bloque que yo mismo elijo en las canteras.
Pablo Atchugarry, mayo de 2016.

- 1996 "Semilla de la esperanza" destinada al Parque de Esculturas del Edificio Libertad, Montevideo.
- 2001 "Obelisco del tercer milenio", escultura en mármol de Carrara de 6 metros de altura, destinada a la ciudad italiana de Manzano (Udine) y "Civilización y cultura del trabajo de Lecco", escultura de seis metros de altura y de treinta y tres toneladas de peso en mármol de Carrara
- 2002 "Ideales", Av. Princesse Grace de Mónaco, realizada en la ocasión de los 50 años de reinado del Principe Rainero de Monte Carlo
- 2003 "Ascención", Fundación Franc Daurel, Barcelona
- 2004 "Energía Vital", esculpida en mármol rosado de Portugal, Hospital Oncólogico Davidoff, Belinson Center en Petak Tikva, Israel
- 2009 "Luz y Energía de Punta del Este", en mármol estatuario de Carrara

## Exposiciones
Ha participado en más de ochenta exposiciones colectivas e individuales en diversos países, algunas de ellas son:
- 2003 representó a Uruguay en la Bienal de Venecia.

- 2005, el Museo Nacional de Bellas Artes en Buenos Aires organizó una exposición de sus obras.[7]

- 2008, Museo Nacional de Artes Visuales, Montevideo.

- Abril de 2015, Arte desde América Latina en Amberes.[8]

- Febrero de 2016, Pablo Atchugarry, Ciudad Eterna, mármoles eternos en Roma.[9]

- Mayo de 2016, Invocaciones del alma en Nueva York.[6]

## Fundación y museo
En 2007 creó la Fundación Pablo Atchugarry en Manantiales (Uruguay) con el objetivo de crear un punto de encuentro entre el arte y el público, y desde entonces divide su trabajo y residencia entre Lecco en Italia y Manantiales.
En el predio de la fundación se encuentran el taller del artista, el Parque Internacional de Esculturas Monumentales -con obras de Octavio Podestá, Rimer Cardillo y del propio Atchugarry, así como espacios de exposiciones y eventos y una sala didáctica.
En 2022 inauguró en el mismo predio el Museo de Arte Contemporáneo Atchugarry MACA, un edificio diseñado por el arquitecto Carlos Ott que cuenta con 5 mil metros cuadrados, 4 salas para exposiciones, sala de cine y teatro al aire libre. La agenda del MACA propone exposiciones temporarias, además de alojar la colección permanente de Pablo Atchugarry, que contiene más de 100 obras de artistas entre los que se destacan Julio Le Parc, Carlos Cruz-Diez, Joaquín Torres García, Ernesto Neto y Carmelo Arden Quin, entre otros.